# Jefferson City (Missouri)
Jefferson City egy város az USA-ban, Missouri állam fővárosa. A település Cole megye, és Callaway megye területén helyezkedik el. Lakosainak száma 43 228 fő (2020. április 1.).

## Népesség
A település népességének változása:
| Lakosok száma | 34 000 | 35 200 | 43 079 | 43 228 |
|               | 1980   | 2007   | 2010   | 2020   |